# Håvard
Håvard ist ein norwegischer männlicher Vorname. 

## Namensträger
- Håvard Augensen (* 1980), norwegischer Handballspieler
- Håvard Bjerkeli (* 1977), norwegischer Skilangläufer
- Håvard Bøkko (* 1987), norwegischer Eisschnellläufer
- Håvard Ellefsen (Mortiis; * 1975), norwegischer Musiker
- Håvard Engelien (* 1969), norwegischer Skeletonsportler
- Håvard Flo (* 1970), norwegischer Fußballspieler
- Håvard Gimse (* 1966), norwegischer Pianist
- Håvard Klemetsen (* 1979), norwegischer Nordischer Kombinierer
- Håvard Kleven, norwegischer Handballschiedsrichter
- Håvard Lie (* 1975), norwegischer Skispringer
- Håvard Martinsen (* 1978), norwegischer Handballspieler
- Håvard Nielsen (* 1993), norwegischer Fußballspieler
- Håvard Nordtveit (* 1990), norwegischer Fußballspieler
- Håvard Nybø (* 1983), norwegischer Radrennfahrer
- Håvard Petersson (* 1984), norwegischer Curler
- Håvard Solbakken (* 1973), norwegischer Skilangläufer
- Håvard Tvedten (* 1978), norwegischer Handballspieler
- Håvard Tveite (1962–2021), norwegischer Orientierungsläufer
- Håvard Wiik (* 1975), norwegischer Jazz-Pianist